# لويز كارتون
لويز كارتون هي منافسة ألعاب القوى بلجيكية، ولدت في 16 أبريل 1994 في أوستند في بلجيكا.

## وصلات خارجية
- لويز كارتون على موقع الاتحاد الدولي لألعاب القوى (الإنجليزية)
- لويز كارتون على موقع الدوري الماسي (الإنجليزية)
- لويز كارتون على موقع أوليمبيديا (الإنجليزية)